# 菊池こころ
菊池 こころ（きくち こころ、1982年〈昭和57年〉11月9日 - ）は、日本の女性声優。東京都出身。ケンユウオフィス所属。旧芸名は菊池 心（読みは同じ）。

## 経歴
幼稚園の頃から職業としての声優があることは無知であったが、小さい時に観ていたアニメの世界の向こう側、作り手に「なってみたいな」という漠然とした気持ちはあったという。当時好きだったアニメは『ちびまる子ちゃん』、『魔法の天使クリィミーマミ』、『ひみつのアッコちゃん』、『姫ちゃんのリボン』。
卒業文集などには、「幼稚園の先生になりたい」と書いていた。「声優になりたい」という夢は自分のなかだけに留めており、家族にも言っておらず、進路を決める際に両親に初めて伝えていた。その後、声優を目指して専門学校に入学。
通っていた専門学校は、卒業前に事務所の人物が卒業公演を観に来て舞台とアニメのアフレコの様子を見てもらい、「あの子いいな」と思ったところ声をかけてくれていた。菊池もそこで声をかけてくれたことで声優の道が開けたという。
2003年、テレビアニメ『金色のガッシュベル!!』で声優デビュー。
デビュー後、全く順調ではなくオーディションに立て続けに落ちてしまったことがあり、仕事がない時は、「自分には需要がないんだな」と思っていた。決して存在を否定されたわけではないが、「いなくても大丈夫なのかな」と思い自信をなくしていたこともあった。こればかりはどうしようもなく、ただ気持ちが上がるのを待つだけであった。「仕事で、他に何ができるか」と言われたところ「何もできないな」と思い、「とにかく受けるしかない」という気持ちであった。
声優と掛け持ちしながら飲食店、コンビニ、販売などアルバイトで接客業をしていたことがあった。しかし「向いていない」と語り、ちょっとしたことでイライラして、態度にも出てしまったという。客に対して、「レシートくらい持って帰ってよ」、「こんな小さいの、袋に入れなくてもいいでしょ」など思ったが、お金を稼がなくてはならないため、続けていた。このことは、「あまりいい店員ではなかった」と語る。
アルバイト中に、初めてレギュラーの作品を2〜3本出演。アルバイト先に、「シフトに入るのを少しの間お休みさせてください」と言っていたが、しばらくして行ってみたところ、「そんなに入れないなら来なくていいです」と言われ、クビになってしまったという。2024年時点でも「声優だけでやっていける」とは思っていないが、「あのときアルバイトを辞めていなかったらどうなっていたんだろう」と思うことはあったという。
東映アニメーション研究所を経て2011年3月のプロダクション閉鎖まで東映アカデミーに所属、同年10月よりケンユウオフィス所属。
2024年12月4日、Yahoo!検索大賞2024 声優部門1位を受賞。

### 2代目まる子役声優として
テレビアニメ『ちびまる子ちゃん』にて、2024年3月4日に死去したTARAKOの後任として、同年4月21日放送回より主人公・さくらももこ（まる子）役を担当。複数回の緊急オーディションを経て、制作スタッフの満場一致で菊池が抜擢された。
『ちびまる子ちゃん』は好きなアニメだったため、オーディションがあると聞いて事務所の人物に、「候補出しがあるならば、私も候補に出していただけませんか」と伝えた。オーディションでは「観ている方が違和感のない声と演技で」ということだったため、「TARAKOさんの声に近い方がいいのかな」と思い挑んでいた。
菊池はマネージャーからの合格の知らせを受け、「うれしい…緊張、安堵、不安、何だかよく分からない複雑な感情で頭がいっぱいになりました」と率直な心境を語っている。また、菊池は6年前の2018年にも別の役で『ちびまる子ちゃん』の収録に参加しており、「皆さんが明るく楽しく収録に臨んでいて、その中心にTARAKOさんがいた。放送開始から毎週見ている大好きなアニメでしたが、その日からもっと大好きになりました」と振り返りながら語っている。おばあちゃん（さくらこたけ）役の佐々木優子は菊池が初収録の際、「TARAKOさんのまるちゃんが大好きだったのに…」と菊池が吐露して一緒に号泣したことがあり、その時から「もうファミリーの一員」であることを認めるコメントをしている。
フジテレビは「TARAKOさんが育てたイメージを大切にしながら菊池さんらしさも加わった新鮮なまる子になっています」と太鼓判を押しており、2代目ナレーターを務めるきむらきょうやは「わーっしなんか全然キートンさんに追い付けてないのに菊池さんって本当に天才」と自身との差を交えつつ、菊池のまる子の演技を絶賛している。
2024年7月13日放送にフジテレビ系列で放送された『国民的アニメの祭典』で初めてテレビ取材に応じ、合格から最初のアフレコまで2日までしかなく、周囲の反応も知らなかったことや、「モノマネをすればいいことではない」、「私らしさは考えていない」ことを話した。
また、『ちびまる子ちゃん』以外にもTARAKOから『ニッポンぶらり鉄道旅』のナレーションを2024年6月20日放送回より引き継いでいる。

## 人物
趣味は植物を育てること、友達と遊ぶこと。特技はピアノ、犬に好かれること、人ごみをサクサク歩けること。
声種はメゾソプラノ。ややハイトーンのボイスが特徴で、少年や少女の役を演じることが多い。
役柄を切り替えていることは特に意識はしておらず、現場に行ったらその役になるという感じだが、役に自分がうまく熱中できなく、何度も録り直しになってしまうこともあった。その間、ほかの皆を待たせしてしまうため、「申し訳ないな」と思うという。表現できない自分の力不足を感じることもあり、「これまでの方の努力を台無しにしないように」と思っているという。
難しいと感じるのは女の子らしく、優しくあまり声を張らないようなキャラクターは難しいという。あとはナチュラルなもので、自分では自然にしているつもりだが、声を出しすぎてしまっているようで実写の吹き替えなども大変だという。知っている人物からは「毒がある」と言われ、顔に出てしまうため、周囲からは「ほら、黒いのが出た！」と言われているという。

## 出演
太字はメインキャラクター。

### テレビアニメ
時期不明
- おじゃる丸（ウシ太郎、子ども、ムコ蜂 他）

2003年
- 金色のガッシュベル!!（2003年 - 2005年、ジェフ、ジョビン、バビル、カイル、クラスメイト、少年、子供、女学生、コギャル、ギャル、少女、男の子、迷子の男の子）
- ボボボーボ・ボーボボ（2003年 - 2004年、彼女、女の子）

2004年
- 陸奥圓明流外伝 修羅の刻（伊織〈少年時代〉）
- ふたりはプリキュア（2004年 - 2006年、科学部員、男の子、科学部員、アキオ、少女、ラクロス部員、パション、多幡奈緒、子供、兄） - 2シリーズ
- 愛してるぜベイベ★★（女子生徒）

2005年
- DIGITAL MONSTER X-evolution（コクワモンX）
- アイシールド21（2005年 - 2007年、小学生のセナ、春子、ジョン、小学生、女の子）
- 甲虫王者ムシキング 森の民の伝説（村の子供）
- シュガシュガルーン（2005年 - 2006年、御門アキラ）

2006年
- おねがいマイメロディ（2006年 - 2008年、ワンミ、冴羽啓太、アリくん、子供） - 4シリーズ
- 怪 〜ayakashi〜（次郎吉）
- 蟲師（2006年 - 2014年、フサ、子供） - 2シリーズ
- アニマル横町（園児A、園児、男犬）
- ふたりはプリキュア Splash Star（男の子）
- エア・ギア（鰐島亜紀人〈アギト〉 / 咢）
- デジモンセイバーズ（2006年 - 2007年、大門知香）
- コヨーテ ラグタイムショー（オーガスト）
- こちら葛飾区亀有公園前派出所（中川圭一〈子供〉）
- 僕等がいた（子供）
- ゴーストハント（ケンジ）

2007年
- 爆丸バトルブローラーズ（マコト）
- 人造昆虫カブトボーグ V×V（ジュディ、園児B、江戸川、コーキ）
- はたらキッズ マイハム組（アキラ、メグミ）
- Yes!プリキュア5（2007年 - 2008年、生徒会委員、子供、生徒、女の子、パルミエ王国の国民、子ども、少年、まこと） - 2シリーズ
- Myself ; Yourself（陽太）
- ラブ★コン（海坊主の息子）

2008年
- ARIA The ORIGINATION（男の子B）
- ヴァンパイア騎士 Guilty（幼少期の藍堂）
- GUNSLINGER GIRL -IL TEATRINO-（少女）
- キャシャーン Sins（2008年 - 2009年、トロ、少女、ロボット、子供ロボット、子ども）
- 絶対可憐チルドレン（すみれ）
- ねぎぼうずのあさたろう（2008年 - 2009年、こもも）
- のらみみ2（トチオ）
- 遊☆戯☆王5D's（早野天兵）
- ONE PIECE（2008年 - 2024年、リナ、トコ、少女）

2009年
- クイーンズブレイド シリーズ（ハチエル） - 2シリーズ
- 空中ブランコ（ヒロノリ）
- クッキンアイドル アイ!マイ!まいん!（2009年 - 2010年、としひこ、スタッフ）
- けいおん!（生徒）
- 戦う司書 The Book of Bantorra（ルリイ）
- 乃木坂春香の秘密 ぴゅあれっつぁ♪（小早川希美）
- フレッシュプリキュア!（タケシ、男の子、子ども、少年）
- 毎日かあさん（2009年 - 2012年、ちーくん）

2010年
- あにゃまる探偵 キルミンずぅ（シューイチ）
- 刀語（こころ〈必の妹〉）
- 極上!!めちゃモテ委員長 セカンドコレクション（チビ三太）
- 侵略!イカ娘（2010年 - 2011年、紗倉清美） - 2シリーズ
- デジモンクロスウォーズシリーズ（2010年 - 2012年、スパロウモン、モニモン、ナノモン、ピックモン、シャコモン、プレイリモン、ピッコロモン1、ハグルモン、リリモン、三池ミドリ、ジャガモン 他） - 3シリーズ
- ハートキャッチプリキュア!（2010年 - 2011年、ポプリ）
- はなかっぱ（2010年 - 、すぎる 他）

2011年
- そふてにっ（雨宮芹葉）
- TIGER & BUNNY（男の子）
- トリコ（2011年 - 2013年、クルッポー、子ども、弟、のの、子ども、アタシノ）

2012年
- アイカツ!（花月みう）
- あらしのよるに 〜ひみつのともだち〜（幼児ぶちヤギ）
- 神様はじめました（社の精A）
- 銀河へキックオフ!!（青砥ゴンザレス琢馬）
- Zoobles!（リン、スースー、マイキー、ミル、シルビー）
- LUPIN the Third -峰不二子という女-（人形たち）
- ROBOTICS;NOTES（2012年 - 2013年、タロウ、看護師、アナウンサー）

2013年
- 黒魔女さんが通る!!（出雲響也）
- ぢべたぐらし あひるの生活（コマドリ）
- 団地ともお（真木ゆり）
- 超ゼンマイロボ パトラッシュ（トム、ペリーヌ、ロミオ、ナレーション）
- ムシブギョー（子供）

2014年
- となりの関くん（橋野友香）
- 忍たま乱太郎（2014年 - 2025年、時友四郎兵衛〈2代目〉、ケロちゃん〈2代目〉）
- スミ子（吉田スミ子）
- ディスク・ウォーズ:アベンジャーズ（ノリコ）
- カリメロ（ジュリアーノ）
- 暁のヨナ（テヨン）
- ドラえもん（テレビ朝日版第2期）（2014年 - 2017年、失敗作、猫A、女子A、男の子、子ども(2)、ヒロイもん）
- クロスアンジュ 天使と竜の輪舞（トモミ）

2016年
- デジモンユニバース アプリモンスターズ（2016年 - 2017年、ガッチモン / ドガッチモン / グローブモン / ガイアモン）
- 夏目友人帳 伍（三ツ皿）

2017年
- CHAOS;CHILD（橘結人）
- モンスターハンター ストーリーズ RIDE ON（アイルーA）
- BORUTO-ボルト- NARUTO NEXT GENERATIONS（2017年 - 2023年、うちはサラダ、刺繍屋の婆様、ミカヅキ、糸巻ユイナ 他）
- 100%パスカル先生（カレーパスカル（甘口）、王子パスカル / 王子パスカルV、こぶたくん）

2018年
- クレヨンしんちゃん（2018年 - 2019年、ミミ子役、モチ売りの少女）
- ちびまる子ちゃん（2018年 - 2025年、さくらももこ〈まる子〉〈2代目〉、お花）
- 爆釣バーハンター（2018年 - 2019年、ウオマサ / 魚山マサオ、鮫島リン）
- キラキラハッピー★ ひらけ!ここたま（2018年 - 2019年、スコープ）

2019年
- 魔法少女特殊戦あすか（サッチュウ）
- ゲゲゲの鬼太郎（第6作）（化け草履）
- スター☆トゥインクルプリキュア（ドギー）

2020年
- パズドラ（2020年 - 2025年、神戸ヒビキ）

2021年
- おしりたんてい（こねずみじゅんいちろう、Fマン）
- デジモンアドベンチャー:（キュピモン）

2022年
- その着せ替え人形は恋をする（シオンのフラワーペット）
- インセクトランド（マキシーム）
- ダンス・ダンス・ダンスール（夏姫の弟）
- デジモンゴーストゲーム（トブキャットモン）

2024年
- 貼りまわれ!こいぬ（園児、生徒、ちびしば親、舎妹・パピヨ、お店の犬 他） - 2シリーズ
- ダンジョン飯（オッタ）
- 変人のサラダボウル（今針山瑞季）
- 逃走中 グレートミッション（2024年 - 2025年、タートル）

2025年
- しまじろうのわお!（カーリー）

### 劇場アニメ
2005年
- 映画 ふたりはプリキュア Max Heart（トリリアント）

2008年
- 映画 Yes!プリキュア5GoGo! お菓子の国のハッピーバースディ♪（デザート王国の住民）

2009年
- きかんしゃ やえもん（スー）

2010年
- 映画 ハートキャッチプリキュア! 花の都でファッションショー…ですか!?（ポプリ）

2011年
- 映画 プリキュアオールスターズDX3 未来にとどけ! 世界をつなぐ☆虹色の花（ポプリ）
- 手塚治虫のブッダ -赤い砂漠よ!美しく-
- トリコ 3D 開幕!グルメアドベンチャー!!（イガグリ）

2012年
- 映画 プリキュアオールスターズNewStage みらいのともだち（ポプリ）
- 花の詩女 ゴティックメード

2013年
- Kick-Heart（マギちゃん）
- 劇場版 トリコ 美食神の超食宝（クルッポー）
- はなかっぱ 花さけ!パッカ〜ん♪ 蝶の国の大冒険（すぎる）

2014年
- THE LAST -NARUTO THE MOVIE-（ボルト）
- BUDDHA2 手塚治虫のブッダ -終わりなき旅-

2015年
- BORUTO -NARUTO THE MOVIE-（うちはサラダ）

2019年
- えいがのおそ松さん（則本）

2021年
- 映画 トロピカル〜ジュ!プリキュア 雪のプリンセスと奇跡の指輪!（ポプリ）

2022年
- クレヨンしんちゃん もののけニンジャ珍風伝（林丸）

2024年
- 映画ドラえもん のび太の地球交響楽（チャペック）

### OVA
- おジャ魔女どれみナ・イ・ショ（2004年、飯塚けんじ）
- ごめんね、ミーちゃん（2005年、大樹）
- 最終試験くじらProgressive（2008年、睦の友達）
- クイーンズブレイド 美しき闘士たち（2010年、ハチエル）
- 侵略!イカ娘（2014年、紗倉清美）※コミックス第17巻OVA付き限定版

### Webアニメ
- ベイブレードバースト スパーキング（2020年 - 2021年、チャック）

### ゲーム
2005年
- 金色のガッシュベル!! ゴー!ゴー!魔物ファイト!!（カイル）

2007年
- ロックマンゼクス アドベント（テスラット・ザ・ヘッジロイド）

2008年
- ふしぎ遊戯 朱雀異聞（忠栄）

2010年
- ゴッドイーター バースト（プレイヤーボイス）

2011年
- 人生ゲーム ハッピーファミリー ご当地ネタ増量仕上げ

2013年
- デジモンアドベンチャー
- トリコ アルティメットサバイバル（のの）

2016年
- データカードダス アプリモンスターズ（ガッチモン）
- NARUTO -ナルト- 疾風伝 ナルティメットストーム4（うちはサラダ）※初回封入のDL特典で登場

2018年
- リング☆ドリーム（田中えり子【3rd】）

2020年
- CocoPPa Dolls（シンフォア）
- ワールズエンドクラブ（チュー子）

2024年
- ドラゴンクエストX 未来への扉とまどろみの少女 オンライン（ピナヘト神）

2025年
- モンスターハンターワイルズ

### ドラマCD
- 龍と竜（乙部颯太）[112][113]
- 龍と竜〜白露〜（乙部颯太）[114][115]
- 500年の営み （D4QP）[116]
- 忍たま乱太郎 ドラマCD シリーズ（時友四郎兵衛）
  - 忍たま乱太郎 ドラマCD 二年生の段
  - 忍たま乱太郎 ドラマCD は組の段〜上巻〜

### パチスロ
- ロックマン アビリティ 史上最大の試練（2018年、リバーシマン）

### 吹き替え

#### 映画
2006年
- サンキュー・スモーキング
- ジャスミンの花開く

2008年
- ミラクル7号

2011年
- ソフィア・ローレン 母の愛

2013年
- アメイジング・トイワールド カラクリ地下迷宮とおもちゃ王の秘宝（ザッペ〈ダニエル・セレッソ〉）
- ダークスカイズ（サム・バレット〈ケイダン・ロケット〉）
- ジャックと天空の巨人（幼いジャック）
- スマーフ2 アイドル救出大作戦!

2014年
- 第3逃亡者（クリス）※PDDVD版
- ローン・サバイバー（ダーラーブの息子）

2015年
- 神様メール（エア〈ピリ・グロイン〉）
- ドライヴ（ベニッシオ〈カーデン・レオシュ〉）※ソフト版
- マッドマックス/サンダードーム（ジェデダイアJr.〈アダム・コックバーン〉）※スーパーチャージャー版

2020年
- ダイナソー・デイナ 絵本から出たティラノサウルス（デイナ〈ミケーラ・ルーチ〉）

2024年
- ツイスターズ（アディ〈キーナン・シプカ〉）

#### ドラマ
2007年
- ギルモア・ガールズ

2009年
- しあわせの処方箋（ジャスティン・アダムス〈ジャレッド・S・ギルモア〉）
- 私はラブ・リーガル（エリック・シェイン〈アラミス・ナイト〉）

2011年
- ALPHAS/アルファズ（テディ）
- リゾーリ&アイルズ2（ジョーイ・マティオ）

2012年
- クラッシュとバーンスティーン（クレオ〈ランドリー・ベンダー〉）
- クリミナル・マインド6 FBI行動分析課（ダミアン・チェンバレン #20）
- ナース・ジャッキー3（ディラン）
- 私はラブ・リーガル3（エリック・シェイン〈アラミス・ナイト〉、アンデス・ローガン）

2013年
- クリミナル・マインド7 FBI行動分析課（ボビー・スミス）
- 太陽を抱く月

2015年
- ザ・ミッシング〜消えた少年〜（オリバー・ヒューズ〈オリヴァー・ハント〉）

2016年
- いつだってベストフレンド（シド・リプリー〈ランドリー・ベンダー〉）

2018年
- アレクサ&ケイティ（ジャック・クーパー〈フィン・カー〉）

2022年
- ダイナソー・デイナ 絵本から出たティラノサウルス（デイナ・ジェイン〈ミケーラ・ルーチ〉）

#### アニメ
2005年
- アメリカン・ドラゴン（エウデュアレ）

2006年
- ライアンを探せ!（かばの子〈アレクサンドラ・ゴールド・ジャーデン〉、コアラのぬいぐるみ、子供）

2012年
- アドベンチャー・タイム（ペニー〈バイオレット・ソール・クロース・ファーリー〉、幼少期マーセリン〈エイヴァ・エイカーズ〉）
- マダガスカル3（NYの少女）

2013年
- 怪盗グルーのミニオン危機一発（城の少年）
- シュガー・ラッシュ
- ロボット・キッカーズ（アマンダ）
- ピーターパン 新たなる冒険（ジョン〈ブリンナ・ドラモンド〉）

2014年
- おっはよー!アンクル・グランパ
- 絶叫キャンプ レイクボトム（グレッチェン）
- トムとジェリー ショー（ベイビー、ドールフェイス、リタ、重役、バーティ、カラニ、カメのママ、ブランシー 他）
- メガマインド

2016年
- オーバー・ザ・ガーデンウォール（グレッグ〈コリン・ディーン〉）
- ぼくらベアベアーズ（パンダ〈幼少期〉 他）

2017年
- マイリトルポニー: エクエストリア・ガールズ: キャンタロット高校物語（スターライトグリマー）

2018年
- カンフー・パンダ 〜運命の拳〜（ヌーハイ〈ヘイリー・チュー〉）
- ヒルダの冒険（ヒルダ〈ベラ・ラムジー〉）

### テレビ番組
- ニッポンぶらり鉄道旅（2024年6月20日 - 、NHK BS / NHK BSプレミアム4K）- 2代目ナレーション[注 1]
- 国民的アニメの祭典（2024年7月13日、フジテレビ）[14]

### ラジオ
※はインターネット配信。
- 沖佳苗と菊池こころのきらきらステーション!（2009年9月2日[122] - 2010年10月7日、DNEメディアステーション※）

### CM
- ラジオCM 日本動画協会（ナレーション）
- TVCM ニンテンドーDS「たまごっちのプチプチおみせっち ごひーきに」（ナレーション）
- ケーズデンキ（2024年7月 - 、まる子の声〈2代目〉[注 1]）
- BuySell Technologies（2024年11月 - 、まる子の声〈2代目〉[123][注 1]）
- ホットペッパーグルメ（2025年 - 、まる子の声）

### 舞台
- ハートキャッチプリキュア! ミュージカルショー（2010年）- ポプリ役
- 劇団大富豪第7回公演「流星」（2011年8月3日 - 7日、笹塚ファクトリー）
- 蜂寅企画 第十四回公演「最果て忠敬」（2018年4月11日 - 15日、中野ザ・ポケット）- 子日（ねのひ）役
- 蜂寅企画 第十六回公演「幕末ほとがらひい」（2019年4月17日 - 21日、中野ザ・ポケット）- まる役
- 蜂寅企画×花柳鶴乃羽コラボ「かくのわタイガース わっしょい夏場所むすびのいちばん」（2019年8月11日、さいたま市伝統文化施設 氷川の杜文化館）- 茶々（ちゃちゃ）役、ト書
- 蜂寅企画番外公演「蜂寅朗読 其の弐」（2019年11月16日、寛永寺輪王殿）- ト書、老婆役、女3役

## ディスコグラフィ

### キャラクターソング
| 発売日         | 商品名                                                                                | 歌                                            | 楽曲                   | 備考                                                        |
| -------------- | ------------------------------------------------------------------------------------- | --------------------------------------------- | ---------------------- | ----------------------------------------------------------- |
| 2012年12月12日 | 銀河へキックオフ!! キャラクターソングアルバム アイドル編                              | 青砥ゴンザレス琢馬（菊池こころ）              | 「地球儀リフティング」 | テレビアニメ『銀河へキックオフ!!』関連曲                    |
| 2017年7月26日  | デジモンユニバース アプリモンスターズ キャラクターソング&オリジナル・サウンドトラック | 新海ハル（内山夕実）&ガッチモン（菊池こころ） | 「ハレルヤ」           | テレビアニメ『デジモンユニバース アプリモンスターズ』関連曲 |

### シリーズ一覧
1. ↑  第1期（2004年）、第2期『第2期『Max Heart』（2005年 - 2006年）
2. ↑  第1期（2006年）、第2期『〜くるくるシャッフル!〜』（2006年）、第3期『すっきり♪』（2007年）、第4期『きららっ★』（2008年）
3. ↑  第1期（2006年）、第2期『続章』（2014年）
4. ↑  『Yes!プリキュア5』（2007年）、続編『Yes!プリキュア5GoGo!』（2008年 - 2009年）（2008年）
5. ↑  第1期（2024年）、第2期（2024年）